# Azovske bitke
Azovski pohodi 1695. – 1696. (Азовские походы na ruskom jeziku), je naziv za dva ruska vojna pohoda poduzetih za vrijeme Rusko-turskog rata 1686. – 1700., na čelu s Petrom Velikim usmjerenih na zauzimanje osmanske utvrde Azov (garnizon od 7,000 ljudi), koja je blokirala Rusiji pristup Azovskom mora i Crnom moru. Budući da Pohodi na Krim 1687. i 1689. nisu uspjeli zbog velikih teškoća pri kretanju velike količine ljudstva preko stepa, Petar Veliki se ovaj put odlučio pokušati ostvariti prodor preko rijeka.

## Prvi pohod na Azov
Prvi pohod ma Azov započeo je u proljeće 1695.,  Petar Veliki je naredio svojoj vojsci (31.000 vojnika i 170 topova) da prodre do Azova. Vojska se sastojala od udarnih pukovnija i Donskih kozaka i bila je podijeljena u tri grupe pod zapovjedništvom; Franza Leforta, Patricka Gordona i Avtonoma Golovina. Vojni provijant je brodovima prevožen Donom iz Voronježa. Između 27. lipnja i 5. srpnja Rusi su uspjeli opkoliti utvrdu Azov s ozemlja, ali nisu mogli spriječiti dopremu opkoljenim branitaljima rijekom i popunjavanje njihovih rezervi. Nakon dva neuspješna napada 5. kolovoza i 25. rujna opsada je prekinuta 1. listopada.
Druga ruska armija od 120.000 vojnika, mahom konjice, strijelaca (poseban rod vojske) i ukrajinskih kozaka pod zapovjedništvom Borisa Šeremetjeva imala je zadatak prodrijeti do donjeg toka rijeke Dnjepra i zauzeti sve osmanske utvrde. Glavnu utvrdu Kazy-Kerman Rusi su zauzeli nakon što je eksplozijom raznesena središnja barutana. No i pored uspjeha Rusi nisu mogli držati tako veliko područje, te su povukli većinu svojih snaga. Ugovorom iz Carigrada 1700. godine i preostali Rusi su povukli, a Donji Dnjepar proglašen je demilitariziranom zonom.

## Drugi pohod na Azov
Pri kraju 1695., Rusi su počeli pripreme za drugi Azovski pohod. Do proljeća 1696. oni su izgradili Azovsku flotilu brodova. Konjica pod zapovjedništvom Šeremetjeva (oko 70.000 vojnika) ponovno je poslana u Donji Dnjepar. Glavne ruske snage (oko 75.000 ljudi) pod zapovjedništvom Alekseja Semjonoviča Šeina 23. – 26. travnja otpočele su s prodorom na Azov kopnom i vodom (rijekama Voronjež i Don). Peter Veliki uputio se s riječnom flotilom u napad na utvrdu Azov 3. svibnja. Dana 27. svibnja Ruska flota u sastavu 2 bojna broda, 4 brandera, 23 galija i drugih manjih brodova, (sagrađenih u Voronježu i okolnim mjestima) pod zapovjedništvom Leforta dospjela je u vode Azovskog mora i blokirala Azov. Dana 14. lipnja turska flota jačine 23 broda s 4.000 ljudi, pojavila se na ušću Dona. Međutim ubrzo je napustila vode Azova nakon što je izgubila 2 broda u borbi. Nakon masivnog bombardiranja s kopna i mora i zauzeća vanjskih obrambenih bedema utvrde, što je pošlo za rukom ukrajinskim i donskim kozacima 17. srpnja, Azovski garnizon se predao 19. srpnja 1696.

## Posljedice pohoda na Azov
Azovski pohodi zorno su pokazali važnost posjedovanja flote i označili su početak izgradnje ruske pomorske sile. Rusija je uspješnim prodorima na teritorij Azovskog mora, ojačala svoje pozicije za vrijeme pregovaranja o uvjetima Mira u Srijemskim Karlovcima 1698. – 1699. i Mira iz Carigrada 1700. Kako se Azov pokazao kao neprikladna luka za mornaricu, car je 27. srpnja 1696. odabrao nešto povoljniji položaj za buduću ratnu luku na rtu Tagan-Rog (današnji Taganrog). Dana 12. rujna 1698. osnovan je grad Taganrog carskim ukazom, i to je postala prva vojna baza ruske ratne mornarice.
Iako su vojni pohodi bili uspješni, Petru Velikom bilo je jasno da je uspio samo djelomično, jer njegova flota bila je zarobljena u vodama Azovskog mora, prolaze na otvoreno more branili su mu Turci s krimskog tjesnaca Kerč. On je uvidio potrebu osnutka redovnog roda vojske – mornarice, jer trebali su mu stručnjaci koji bi mogli graditi i upravljati vojnim brodovima koji su postali neophodni za odbranu od turskih napada. Zbog tog je 20. listopada 1696. Boljarska duma odlučila izraditi redovnu carsku rusku mornaricu, ovaj datum drži se za rođendan ruske ratne mornarice. Prvi program izgradnje ratnih brodova sastojao se od 52 plovila.